# Rafael Ferrando Sales
Rafael Ferrando Sales (València, 1919 - València, 1 de juny del 2011) fou un empresari constructor i dirigent carlista valencià.

## Biografia
Va néixer en una família de tradició carlista. El seu avi patern va participar en la campanya del Maestrat amb l'exèrcit de Carles VII durant la Tercera Guerra Carlina. Rafael Ferrando milità a l'Acció Catòlica i va ser combatent del Terç de Requetès San Miguel de Aralar de Navarra durant la Guerra Civil Espanyola. L'any 1941 es va allistar voluntari a la Divisió Blava i va combatre en el bàndol alemany durant la Segona Guerra Mundial.
Com a constructor és recordat per haver estat el gran impulsor de la urbanització a València dels barris de Torrefiel i La Saïdia. Va ser el fundador i president del Patronat Felip Rinaldi i va promoure, acollint-se a la legislació de cases benèfiques, la construcció de més de 4.000 habitatges a Espanya durant la postguerra.
Fou Cap Regional de la Comunió Tradicionalista i membre del Consell Reial del pretendent Francesc Xavier de Borbó i Parma, de qui va rebre la Creu de l'Orde de la Legitimitat Proscrita. Durant la dècada de 1970 va ser secretari general del Partit Carlista del País Valencià. El 2 d'octubre de 1972 va destituir la Junta Provincial Carlista de València, controlada per un sector disconforme amb l'evolució ideològica cap a l'esquerra, per estar "fora de la línia d'actuació" del Partit Carlista. El 1976, després dels Fets de Montejurra, va tractar d'unir la Comunió Tradicionalista amb el Partit Carlí, iniciant contactes amb tradicionalistes decebuts amb Sixt de Borbó. El 9 d'agost de 1976 el partit va celebrar una assemblea de militants del nord del territori valencià, que va ser clausurada per Rafael Ferrando com a president del seu Consell Nacional.
L'any 1982, dos anys després que Carles Hug de Borbó i Parma renunciés a la presidència del Partit Carlista i marxés als Estats Units, Ferrando va abandonar la política activa. Segons Orts va continuar participant en activitats carlistes del corrent tradicionalista, acceptant la presidència d'honor del Cercle Aparisi i Guijarro i la Junta Regional de la nova Comunió Tradicionalista Carlista.
En morir, la seua família va rebre el condol, entre d'altres, del president de la Generalitat Valenciana, Francesc Camps, l'alcaldessa de València, Rita Barberà, i el president de la CEOE, Joan Rosell. El seu fill Rafael Ferrando Giner va ser president de la patronal Confederació Empresarial Valenciana (CIERVAL) entre 1999 i 2011.